# Maritime and Coastguard Agency
Pour les articles homonymes, voir MCA.
La Maritime and Coastguard Agency (MCA) (en français : « Agence maritime et des garde-côtes ») est une agence exécutive britannique du département des Transports du Royaume-Uni (en anglais : United Kingdom Department for Transport) dont le quartier-général est à Southampton.

## Mission

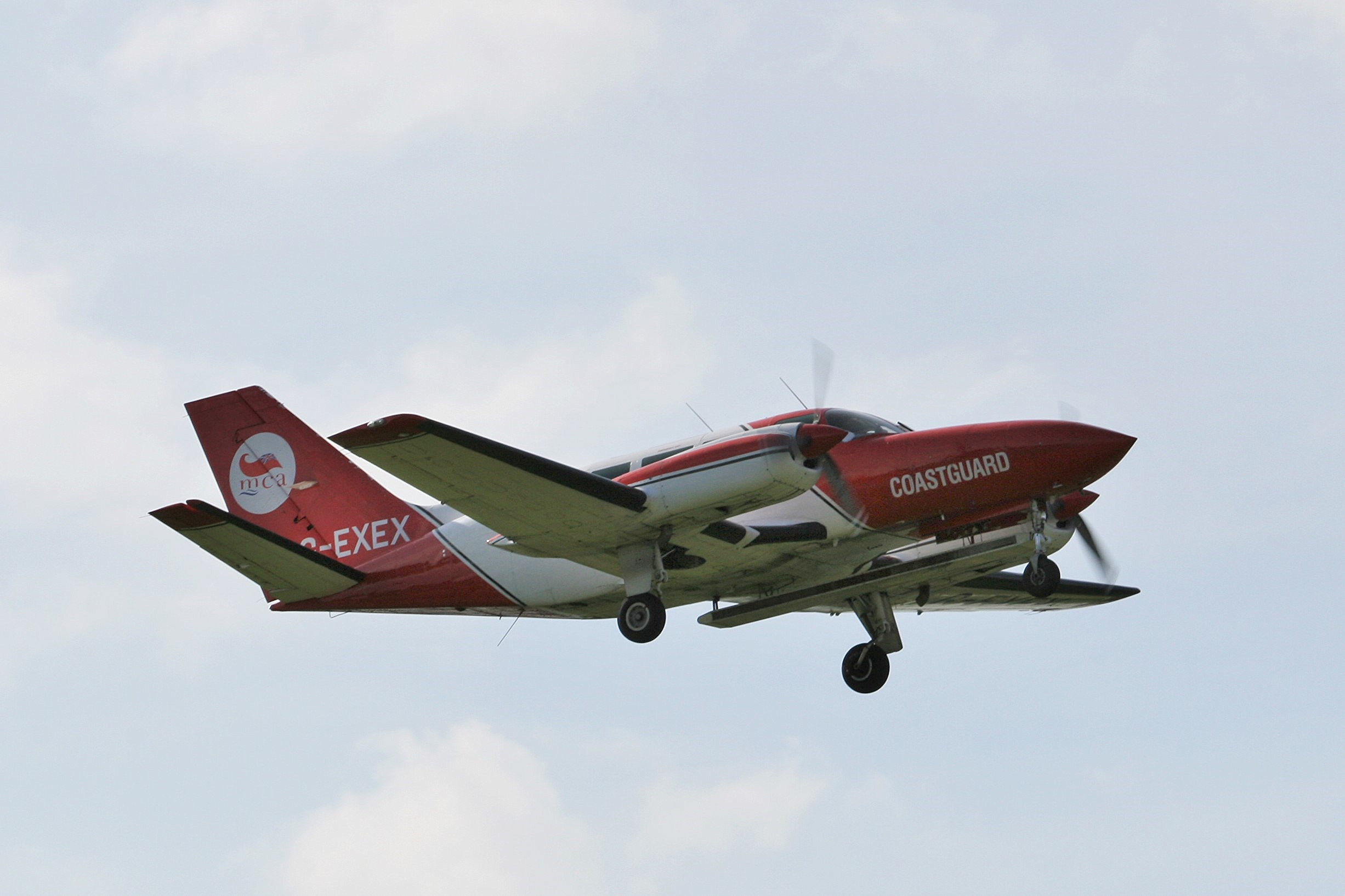
Un Cessna 404 Titan de la Maritime Coastguard Agency en 2007.

Cette agence est spécialisée dans la prévention des pertes humaines en mer et dans la mise en œuvre de lois et de règlements sur la sécurité maritime britannique et internationale. Ses champs d'actions sont la coordination et le sauvetage en mer (recherche et sauvetage) par les garde-côtes de Sa Majesté (en anglais : Her Majesty's Coastguard) ; l'harmonisation des normes de sécurité du Royaume-Uni et internationales ; le contrôle et la prévention de pollution en mer ; la mise en œuvre des formations, évaluations et la délivrance des licences maritimes des équipages et des officiers aux exigences STCW. 
Elle est dirigée par Peter Cardy.